# Kristinn Ingi Valsson
Kristinn Ingi Valsson (ur. 6 czerwca 1985 w Dalvíku) – islandzki alpejczyk.

## Dzieciństwo
W dzieciństwie uprawiał lekkoatletykę w klubie Ungmennasamband Eyjafjarðar.

## Kariera
W pierwszych zawodach międzynarodowych wystąpił w 2001 roku. Brał udział w igrzyskach zimowych w 2006, na których wystartował w slalomie i uplasował się na 35. pozycji z czasem 1:59,80. Był najmłodszym Islandczykiem na tych igrzyskach. W ostatnich zawodach międzynarodowych wystąpił w 2009 roku.